# 南盧安瓜國家公園
南盧安瓜國家公園（英語：South Luangwa National Park）是非洲中部國家贊比亞的國家公園，建立于1905年，佔地9,050平方公里，在1972年成為國家公園，野生動物包括長頸鹿、非洲象、水牛、鱷魚、河馬等。